# جميل المتروك
جميل علي المتروك اقتصادي وسياسي بحريني.

## السيرة
ولد المتروك في العاصمة المنامة. حصل على بكالريوس الهندسة المدنية من جامعة ليدز عام 1980. عمل مهندسا في وزارة الأشغال من 1980 إلى 1981. أنشأ مكتب جاف للهندسة من 1981 إلى 1992. تولى رئاسة مجالس إدارات شركات: شركة المتروك للطابوق وجاف ميديا وأي تي سي للتدريب. عضو مجلس إدارة شركة نسيج. نائب رئيس مجلس إدارة شركة البحرين سكراب مولد وشركة التاج الصناعية. العضو المنتدب لشركات: شركة علي المتروك وشركة العربية لجرف الرمال وشركة البحرينية السعودية للتجارة وشركة أوسس للتطوير العقاري وشركة البحرين للمعادن والملاحة وشركة المملكة للإسفلت، الطابوق، الخرسانة، واللوائح الخرسانية وشركة دانة للاستثمار وشركة أمواج العقارية وشركة أمواج التعليمية. تم تعيينه عضوا في مجلس الشورى من 2002 إلى 2010.